# Kalix (gemeente)
Kalix is een Zweedse gemeente in Norrbotten. De gemeente behoort tot de provincie Norrbottens län. Ze heeft een totale oppervlakte van 3746,0 km² en telde 17.653 inwoners in 2004.